# 银方头鱼
银方头鱼（学名：Branchiostegus argentatus）又名銀馬頭魚，为輻鰭魚綱刺尾鯛目弱棘魚科方头鱼属的鱼类，俗名银马头鱼。分布于朝鲜、日本、越南、台湾岛以及中国南海、东海等海域，棲息深度51-65公尺，體長可達27.3公分。该物种的模式产地在日本。

## 扩展阅读
維基物種上的相關：银方头鱼